# Arruzafilla
Arruzafilla es un barrio de la ciudad de Córdoba (España), perteneciente al distrito Noroeste. Está situado en zona norte del distrito. Limita al norte con los barrios de El Tablero y Cámping; al este, con el barrio de Huerta de la Reina; al sur , con los barrios de Moreras y Las Margaritas; y al oeste, con la zona de Cortijo del Cura.

## Lugares de interés
- Jardines de Arruzafilla